# James T. Farley
James Thompson Farley (ur. 6 sierpnia 1829 w hrabstwie Albemarle, zm. 22 stycznia 1886 w Jackson) – amerykański polityk, członek Partii Demokratycznej.

## Działalność polityczna
Od 1855 do 1857 zasiadał w Zgromadzeniu Stanowym Kalifornii, a od 1869 do 1876 w Senacie stanu Kalifornia. W okresie od 4 marca 1879 do 3 marca 1885 był senatorem Stanów Zjednoczonych z Kalifornii (3. Klasa).